# Babyloniidae
Babyloniidae is een familie van weekdieren uit de klasse van de Gastropoda (slakken).

## Geslachten
- Babylonia Schlüter, 1838
- Zemiropsis Thiele, 1929